# Grekland i olympiska vinterspelen 1948
Grekland deltog med en deltagare vid de olympiska vinterspelen 1948 i Sankt Moritz. Landets deltagare erövrade ingen medalj.